# Bagaraatan
Bagaraatan là một chi khủng long, được Osmólska mô tả khoa học năm 1996.